# ماويس
ماويس هي بلدية في البرازيل، تتبع الأمازون، بلغ عدد سكانها 40٬036  نسمة، في 2000، تبلغ مساحتها 39٬989٫886 كيلومتر مربع.